# Leoncin
Leoncin ist ein Dorf und Sitz der gleichnamigen Gemeinde im Powiat Nowodworski (Masowien) der Woiwodschaft Masowien, Polen.

## Gemeinde
Zur Landgemeinde (gmina wiejska) Leoncin gehören 18 Ortschaften mit einem Schulzenamt (sołectwo):
Gać
Gniewniewice Folwarczne
Górki
Leoncin
Nowa Dąbrowa
Nowa Mała Wieś
Nowe Grochale
Nowe Polesie
Nowy Secymin
Nowy Wilków
Ośniki
Rybitew
Secymin Polski
Stanisławów
Stara Dąbrowa
Stare Polesie
Wilków nad Wisłą
Wilków Polski
Weitere Orte der Gemeinde sind:
Cisowe
Głusk
Krubiczew
Nowa Mała Wieś
Mała Wieś przy Drodze
Michałów
Nowe Budy
Nowe Gniewniewice
Nowe Polesie (osada)
Nowiny
Secyminek
Stare Gniewniewice
Stare Grochale
Teofile
Wincentówek
Zamość

## Persönlichkeiten
- Isaac Bashevis Singer (1902–1991), polnisch-US-amerikanischer jiddischer Schriftsteller